# Yelko Gómez
Yelko Marino Gómez Valdés (Chiriquí, 9 de marzo de 1989) es un ciclista panameño que debutó como profesional en el equipo Caja Rural donde estuvo dos años.

## Trayectoria
Al lograr varias victorias en carreras amateur de Panamá y Costa Rica dio el salto a Europa, concretamente a un equipo amateur España, el Azysa. Tras un primer año de adaptación ya en su segundo año si destacó en dicho calendario amateur en carreras como el Memorial José Ciordia, Vuelta al Bidasoa, Vuelta a Navarra, Vuelta a Portugal sub-23, Altzoko Igoera, Memorial Agustín Sagasti y Memorial Avelino Camacho con el filial del Caja Rural llegando a alzarse con la Copa del Porvenir; por lo que en 2012 dio el salto a profesionales con el Caja Rural. En esa misma temporada de debut consiguió su primera victoria como profesional en una exigente 3.ª y última etapa de la Vuelta a Castilla y León encabezando un grupo de 15 corredores.

## Palmarés
2007
- Tour de Panamá, más 3 etapas

2008
- Tour de Panamá, más 2 etapas

2013
- 1 etapa de la Vuelta a Castilla y León

2014
- Campeonato de Panamá Contrarreloj
- Tour de Panamá, más 1 etapa
- 1 etapa de la Vuelta a Chiriquí

2015
- Campeonato de Panamá Contrarreloj

2017
- 1 etapa del Tour de Panamá
- 1 etapa de la Vuelta a Chiriquí

2018
- 2.º en el Campeonato de Panamá Contrarreloj
- 3 etapas de la Vuelta a Chiriquí
- 2 etapas del Tour de Panamá

2021
- 3.º en el Campeonato Centroamericano de Ciclismo en Ruta